# Классический «Доктор Кто» (13-й сезон)
Премьера тринадцатого сезона классических серий британского научно-фантастического сериала «Доктор Кто» состоялась 30 августа 1975 года, с выходом на экраны первого эпизода серии «Террор зайгонов». Сезон завершился 6 марта 1976 года показом последнего эпизода серии «Семена судьбы».

## Актёрский состав

### Основной
- Том Бейкер в роли Четвёртого Доктора
- Элизабет Слейден в роли Сары Джейн Смит
- Йен Мартер в роли Гарри Салливана

Все основные актёры предыдущего сезона вернулись к своим ролям и на этот сезон. Йен Мартер, сыгравший Гарри Салливана, покинул проект после выхода первой серии, «Террор зайгонов», но вернулся в качестве приглашённой звезды в серии «Вторжение андроидов».

### Второстепенный
- Николас Кортни в роли бригадира Летбридж-Стюарта
- Джон Левен в роли сержанта Бентона

В 13 сезоне оба актёра в последний раз снялись в роли своих персонажей: Николас Кортни ушёл после выхода серии «Террор зайгонов» (однако позже возвращался к своей роли в других сезонах сериала), Джон Левен — серии «Вторжение андроидов».

## Список серий
Серия «Террор зайгонов» первоначально планировалась как финал 12 сезона (тогда она носила название «Лох-Несс»), но позже была перенесена на лето 1975 года и стала премьерой нового, 13 сезона. Также в этом сезоне впервые в истории шоу был введён перерыв на время зимних праздников (между датой премьеры последнего эпизода серии «Вторжение андроидов» и датой премьеры серии «Мозг Морбиуса» прошло три недели).
| № | #  | Название                                     | Частей (эпизодов) | Режиссёр        | Сценарист           | Зрителей (миллионов)    | Индекс оценки | Дата выхода в эфир | Код |
| --- | -- | -------------------------------------------- | ----------------- | --------------- | ------------------- | ----------------------- | ------------- | --- | --- |
| 1 | 80 | «Террор зайгонов» «Terror of the Zygons»     | 4 эпизода         | Дуглас Кэмфилд  | Роберт Бэнкс Стюарт | 8.4 6.1 8.2 7.2         | 59 — 54 —     | 30 августа 1975 года 6 сентября 1975 года 13 сентября 1975 года 20 сентября 1975 года                                    | 4F  |
| Бригадир Летбридж-Стюарт вызывает Доктора, чтобы тот помог расследовать странные нападения на нефтяные вышки у побережья Шотландии, недалеко от озера Лох-Несс.                                              |    |                                              |                   |                 |                     |                         |               | |     |
| 2 | 81 | «Планета зла» «Planet of Evil»               | 4 эпизода         | Дэвид Мэлони    | Льюис Маркс         | 10.4 9.9 9.1 10.1       | — 56 57 54    | 27 сентября 1975 года 4 октября 1975 года 11 октября 1975 года 18 октября 1975 года                                      | 4H  |
| ТАРДИС принимает сигнал бедствия с планеты Младшая Дзета - самого дальнего форпоста человечества во Вселенной. Доктор и Сара-Джейн отправляются на помощь, ещё не зная, что на кону стоит судьба всего мира. |    |                                              |                   |                 |                     |                         |               | |     |
| 3 | 82 | «Пирамиды Марса» «Pyramids of Mars»          | 4 эпизода         | Пэдди Расселл   | Стивен Харрис       | 10.5 11.3 9.4 11.7      | — 60          | 25 октября 1975 года 1 ноября 1975 года 8 ноября 1975 года 15 ноября 1975 года                                           | 4G  |
| 1911 год. Профессор Скармен и не подозревал, что вскрывая древнеегипетскую гробницу, он выпускает на свободу тёмную силу, много тысячелетий копившую ненависть ко всему живому.                              |    |                                              |                   |                 |                     |                         |               | |     |
| 4 | 83 | «Вторжение андроидов» «The Android Invasion» | 4 эпизода         | Бэрри Леттс     | Терри Нэйшн         | 11.9 11.3 12.1 11.4     | 58 —          | 22 ноября 1975 года 29 ноября 1975 года 6 декабря 1975 года 13 декабря 1975 года                                         | 4J  |
| Доктор и Сара-Джейн обнаруживают, что база UNIT в Девишеме захвачена пришельцами, превращающими людей в послушные марионетки.                                                                                |    |                                              |                   |                 |                     |                         |               | |     |
| 5 | 84 | «Мозг Морбиуса» «The Brain of Morbius»       | 4 эпизода         | Кристофер Бэрри | Робин Блэнд         | 9.5 9.3 10.1 10.2       | — 57 —        | 3 января 1976 года 10 января 1976 года 17 января 1976 года 24 января 1976 года                                           | 4K  |
| Доктор и Сара-Джейн оказываются на Карне - загадочной планете, где Сёстры у Вечного Пламени варят Эликсир Бессмертия, а гениальный и безумный хирург Солон ждёт человека с идеальной головой.                |    |                                              |                   |                 |                     |                         |               | |     |
| 6 | 85 | «Семена судьбы» «The Seeds of Doom»          | 6 эпизодов        | Дуглас Кэмфилд  | Роберт Бэнкс Стюарт | 11.4 10.3 11.1 9.9 11.5 | 59 —          | 31 января 1976 года 7 февраля 1976 года 14 февраля 1976 года 21 февраля 1976 года 28 февраля 1976 года 6 марта 1976 года | 4L  |
| Антарктическая экспедиция обнаруживает в многовековой толще льда загадочные семена. Однако Доктору они явно известны и, по его мнению, не сулят ничего доброго…                                              |    |                                              |                   |                 |                     |                         |               | |     |

## Показ
13 сезон классических серий «Доктора Кто» был показан с 30 августа 1975 года по 6 марта 1976 года на канале BBC One.

## DVD-релизы
Все серии 13 сезона, кроме «Вторжения андроидов», выходили на DVD независимо друг от друга, то есть отдельными изданиями.
| Серия | Количество и продолжительность эпизодов | Регион 2              | Регион 4            | Регион 1             |
| --- | --------------------------------------- | --------------------- | ------------------- | -------------------- |
| Террор зайгонов | 4 × 25 м.                               | 30 сентября 2013 года | 2 октября 2013 года | 8 октября 2013 года  |
| Планета зла | 4 × 25 м.                               | 15 октября 2007 года  | 5 декабря 2007 года | 4 марта 2008 года    |
| Пирамиды Марса | 4 × 25 м.                               | 1 марта 2004 года     | 10 июня 2004 года   | 7 сентября 2004 года |
| Вторжение андроидов В Регионах 2 и 4 в рамках сборника U.N.I.T. Files В Регионе 1 выходил только в виде отдельного издания | 4 × 25 м.                               | 9 января 2012 года    | 5 января 2012 года  | 10 января 2012 года  |
| Мозг Морбиуса | 4 × 25 м.                               | 21 июля 2008 года     | 2 октября 2008 года | 7 октября 2008 года  |
| Семена судьбы | 6 × 25 м.                               | 25 октября 2010 года  | 2 декабря 2010 года | 8 марта 2011 года    |

## Книги
| Серия                 | Адаптация                           | Автор            | Впервые опубликована |
| --------------------- | ----------------------------------- | ---------------- | -------------------- |
| «Террор зайгонов»     | «Доктор Кто и Лох-несское чудовище» | Терренс Дикс     | 1976                 |
| «Планета зла»         | «Доктор Кто и Планета зла»          | Терренс Дикс     | 1977                 |
| «Пирамиды Марса»      | «Доктор Кто и Пирамиды Марса»       | Терренс Дикс     | 1976                 |
| «Вторжение андроидов» | «Доктор Кто и Вторжение андроидов»  | Терренс Дикс     | 1978                 |
| «Мозг Морбиуса»       | «Доктор Кто и Мозг Морбиуса»        | Терренс Дикс     | 1977                 |
| «Семена судьбы»       | «Доктор Кто и Семена судьбы»        | Филипп Хинчклифф | 1977                 |

### Комментарии
1. ↑  Псевдоним Роберта Холмса и Льюиса Грифера
2. ↑  Псевдоним Терранса Дикса и Роберта Холмса